# Triinu Kivilaan
Triinu Kivilaan (Viljandi, 13 gennaio 1989) è una cantante e bassista estone.

## Biografia
Conosciuta in particolar modo per essere stata la cantante   per le Vanilla Ninja, ha svolto l'attività di modella fino a quando, nel 2004 ha rimpiazzato Maarja Kivi quale componente del gruppo. Dopo aver conosciuto le altre componenti del gruppo nel 2003, Triinu è stata scelta per sostituire Maarja Kivi che, per divergenze musicali, aveva abbandonato il gruppo: La scelta forse è stata anche influenzata dalla somiglianza fra le due cantanti. Triinu apparira per la prima volta come componente delle Vanilla Ninja nel clip When the Indians Cry.
Nel 2005 decide di intraprendere la carriera da solista, con l'intento anche di portare a termine gli studi.

## Discografia

### Discografia con Vanilla Ninja
- Blue Tattoo (2005)

### Discografia solista
- Now and Forever (2008)